# جیمز هیوز-هالت
جیمز هیوز-هالت (به انگلیسی: John Hughes-Hallett) (زاده ۱۰ سپتامبر ۱۹۴۹) کارآفرین، سرمایه‌گذار و مدیر ارشد اجرایی بریتانیایی است، که در حال حاضر به‌عنوان مدیر عامل اجرایی و رئیس هیئت مدیره شرکت سوایر گروپ فعالیت می‌نماید.
وی همچنین از مدیران ارشد بانک اچ‌اس‌بی‌سی به‌شمار می‌آید و در فاصله سال‌های ۱۹۹۹ تا ۲۰۰۵ نیز ریاست هیئت مدیره شرکت کاتای پسیفیک را برعهده داشت.